# Doris Janssen-Reschke
Doris Janssen-Reschke (* 1. August 1944 in Heilsberg, Ostpreußen; † 22. Mai 2008 in Hamburg) war eine lutherische Theologin und langjährige Landessuperintendentin für den Sprengel Osnabrück der Evangelisch-lutherischen Landeskirche Hannovers.

## Leben und Wirken
Doris Janssen-Reschke verbrachte ihre Kindheit und Schulzeit in Hildesheim, wo sie 1963 das Abitur ablegte. Das Studium der Theologie absolvierte sie an der Universität Göttingen, an der Kirchlichen Hochschule Berlin und an der Universität Mainz. 1968 legte sie in Hannover das Erste Theologische Examen ab. Sie machte dann ein Pressevikariat bei der Kirchenzeitung Die Botschaft (später: Evangelische Zeitung) und besuchte das Predigerseminar in Hildesheim. 1970 legte sie in Hannover die Zweite Theologische Prüfung ab.
Sie war eine der ersten Frauen im Pfarramt der Evangelisch-Lutherischen Landeskirche Hannovers, als sie 1971 zunächst die Pfarrstelle in Friedeburg, später in Hage (Ostfriesland) antrat. Im Jahre 1975 wechselte sie in das Gemeindepfarramt der Dionysius-Gemeinde in Bremerhaven-Lehe. In Bremerhaven versah sie von 1981 bis 1989 dann den Dienst einer Krankenhaus-Seelsorgerin und übernahm danach wieder eine Gemeindepfarrstelle in der Mariengemeinde in Bremerhaven-Geestemünde. Im Jahr 1993 erhielt Janssen-Reschke einen Ruf nach Hannover auf die Pfarrstelle der Markuskirche, die mit dem Superintendenturamt für den Kirchenkreis Hannover-Nordost verbunden war. Als zweite Superintendentin in der Geschichte der Hannoverschen Landeskirche trat sie dieses Amt an.
Im Jahre 1998 schließlich erfolgte ihre Ernennung zur Landessuperintendentin für den Sprengel Osnabrück; sie schrieb damit als erste Regionalbischöfin der Hannoverschen Landeskirche Geschichte. Dieses Amt übte sie bis zu ihrem Eintritt in den Ruhestand im Jahre 2007 aus. In ihrer 36-jährigen Dienstzeit absolvierte Doris Janssen-Reschke zahlreiche Zusatzausbildungen, die ihr besonderes Engagement im kirchlichen Bereich kennzeichnen: Telefonseelsorge, Themenzentrierte Interaktion (TZI), Klinische Seelsorge und Pastoralpsychologie (tiefenpsychologische Seelsorge).

## Andere Funktionen
Von 1982 bis 1998 war sie Mitglied der Landessynode der Evangelisch-lutherischen Landeskirche Hannovers.
Von 1998 bis 2004 war sie Vorsitzende des Evangelischen Dorfhelferinnenwerk Niedersachsen e.V.